# Macrotyloma oliganthum
Macrotyloma oliganthum är en ärtväxtart som först beskrevs av John Patrick Micklethwait Brenan, och fick sitt nu gällande namn av Bernard Verdcourt. Macrotyloma oliganthum ingår i släktet Macrotyloma och familjen ärtväxter. Inga underarter finns listade i Catalogue of Life.